# Leonard McCoy
Pour les articles homonymes, voir McCoy et Bones (homonymie).
Leonard « Bones » McCoy est un personnage de fiction créé par Gene Roddenberry dans la série télévisée Star Trek en 1966. Dans cette série, tout comme dans Star Trek, la série animée, dans l'épisode pilote de Star Trek : La Nouvelle Génération et dans six films Star Trek, il est interprété par l'acteur DeForest Kelley. Dans le reboot de la saga, Star Trek, en 2009, puis dans ses suites, Star Trek Into Darkness, en 2013, et Star Trek : Sans limites, en 2016 il est incarné par Karl Urban.

## Biographie fictive
McCoy est né à Atlanta, Géorgie, en 2227. Fils de David McCoy,r:257–258 il a fréquenté l'University of Mississippi et est divorcéQuelques années avant d'embarquer sur l'Enterprise, McCoy a une histoire d'amour avec Nancy Crater. Celle-ci le surnomme prune. McCoy a épousé plus tard Natira, la prêtresse de Yonada. Leonard McCoy est assigné à bord de l'Enterprise comme médecin-chef en l'an 2266 sous les ordres du capitaine James T. Kirk, qui l'appelle souvent "Bones". McCoy et Kirk sont bons amis, même « fraternels » r:146. McCoy, passionné et parfois acariâtre, se dispute fréquemment avec l'autre confident de Kirk, l'officier scientifique Spock et a parfois des préjugés contre l'héritage Vulcain de Spock McCoy joue souvent le rôle de la conscience de Kirk, offrant un contrepoint à la logique de Spock. McCoy se méfie de la technologie, en particulier le téléporteur. En tant que médecin, il préfère les traitements les moins intrusifs et croit aux pouvoirs de récupération innés du corps. une épithète du XIXe siècle pour un chirurgien,,. Lors du redémarrage de 2009 Star Trek film, lorsque McCoy rencontre Kirk pour la première fois, il se plaint que son ex-femme a pris tous leurs biens communs après leur divorce : "Tout ce qu'il me reste, ce sont mes os", ce qui implique que c'était l'origine du surnom.
Il quitte Starfleet à la fin de la mission de cinq ans. Lorsque Kirk ordonne la réactivation de la commission de McCoy  ; un McCoy plein de ressentiment se plaint d'être "conscrit". Spock transfère son katra—ses connaissances et son expérience—dans McCoy avant de mourir , Cela provoque une angoisse mentale pour McCoy, qui  aide à restaurer le katra de Spock dans son corps réanimé. McCoy continue de servir dans l'équipage de Kirk à bord du vaisseau Klingon capturé , McCoy (grâce à l'intervention du demi-frère de Spock Sybok) révèle qu'il aidé son père à se suicider pour le soulager de sa douleur. Peu de temps après le suicide, un remède a été trouvé pour la maladie de son père, et McCoy en avait porté la culpabilité avec lui jusqu'à l'intervention de Sybok.
En 2293 McCoy et Kirk s'échappent du monde carcéral Klingon Rura Penthe et l'équipage de l'Enterprise arrête un complot visant à empêcher la paix entre la Fédération des planètes unies et l'Empire Klingon. Devenu amiral, McCoy fait une dernière apparition en 2364 lors de l'inspection de l'Enterprise-D commandé par le capitaine Jean-Luc Picard,,. Il est alors âgé de 137 ans. Il est ensuite devenu chef de Starfleet Medical, avec un grade spécial connu sous le nom d'amiral de branche. Le livre fictif  Comparative Alien Physiology  a été écrit par McCoy et devait être lu à la Starfleet Medical Academy dans les années 2370.
Dans l'épisode de 1973 Star Trek (série télévisée d'animation) "Épisode 6 : Le Survivant", McCoy mentionne qu'il a une fille, Joanna. Bien que l'amie de Chekov, Irina, dans l'épisode original de la série "Le Chemin d'Eden" ait été écrite à l'origine comme la fille de McCoy, elle a été modifiée avant le tournage de l'épisode.

## Description

### Physique
- Couleur des yeux : Bleu
- Couleur des cheveux : Châtain foncé
- Poids : 72 kg
- Taille : 1,79 m

### Personnalité
Râleur, bougon et soupe au lait, parfois cynique, McCoy est également un bon vivant, enjoué et surtout un excellent médecin. Son devoir de médecin le pousse souvent à transgresser la Directive Première, mais, tout comme son commandant, James T. Kirk, il s'en moque. Il parvient à soigner les espèces les plus variées, même celles qu'il ne connaît pas, comme les Hortas. Lorsqu'il échoue, McCoy lance alors à son capitaine la phrase devenue célèbre : « Il est mort, Jim ! ».
Ami sincère du capitaine Kirk, ses relations avec Spock sont bien plus houleuses. Si les deux hommes sont très liés, ils ne cessent de se chamailler : ils représentent la confrontation entre la logique vulcaine et les émotions humaines. S'il est l'un des meilleurs dans sa spécialité, McCoy s'intéresse peu à la technologie moderne. Son aversion pour le téléporteur est l'un des exemples les plus frappants : bien que celui-ci fonctionne depuis un siècle, le Docteur McCoy n'a toujours pas confiance dans cet appareil qui « disperse les atomes ».

## Création du personnage
Kelley a travaillé avec le créateur de Star Trek Gene Roddenberry sur de précédents pilote de télévisions, et il était le premier choix de Roddenberry pour jouer le docteur à bord de l'USS Enterprise. Cependant, pour le pilote rejeté "La Cage" (1964), Roddenberry avec le réalisateur Robert Butler  a choisi John Hoyt pour incarner le Dr Philip Boyce. Pour le deuxième pilote, "Où l'homme dépasse l'homme" (1966), Roddenberry a accepté la décision du réalisateur James Goldstone de faire jouer Paul Fix dans le rôle du Dr Mark Piper. Bien que Roddenberry voulait que Kelley joue le personnage du médecin du navire, il n'a pas proposé le nom de Kelley à NBC; le réseau n'a donc jamais "rejeté" l'acteur, comme le suggérait parfois Roddenberry.
La première apparition télévisée de Kelley en tant que docteur Leonard McCoy fut dans "Ils étaient des millions" (1966). Malgré l'importance de son personnage, le contrat de Kelley ne lui accordait qu'un crédit d'acteur «récurrent»; il n'a reçu de crédit d'acteur "principal" qu'à la deuxième saison, à la demande du producteur Robert H. Justman (en). Kelley s'inquiétait de l'avenir de Star Trek, disant à Roddenberry que l'émission "allait être le plus gros succès ou le plus gros raté que Dieu ait jamais fait":146. Kelley a joué McCoy tout au long de la série originale  Star Trek  et a doné sa voix au personnage dans la série animée  Star Trek .
Kelley, qui dans sa jeunesse voulait devenir médecin comme son oncle, mais dont la famille ne pouvait pas payer une formation médicale, s'est en partie inspiré de ses expériences réelles dans la création de McCoy, l'annonce « factuelle » par un médecin de la nouvelle du cancer en phase terminale de la mère de Kelley était le « grain de sable » utilisé par Kelley pour créer le comportement de McCoy.r:145 L'auteur de Star Trek D. C. Fontana a déclaré que tandis que Roddenberry a créé la série, Kelley a essentiellement créé McCoy; tout ce qui a été fait avec le personnage a été fait avec la contribution de Kelley.r:156

## Œuvres où le personnage apparaît

### Séries télévisées
- Star Trek (Gene Roddenberry, 1966-1969) avec DeForest Kelley (VQ : Michel Georges)
- Star Trek, la série animée (Gene Roddenberry, 1973-1974) avec DeForest Kelley (VQ : Aubert Pallascio)
- Star Trek : La Nouvelle Génération (Gene Roddenberry, 1987-1994) avec DeForest Kelley (1 épisode, 1987)

### Films
- Star Trek, le film (Robert Wise, 1979) avec DeForest Kelley (VF : François Marié)
- Star Trek II : La Colère de Khan (Nicholas Meyer, 1982) avec DeForest Kelley (VF : François Marié)
- Star Trek III : À la recherche de Spock (Leonard Nimoy, 1984) avec DeForest Kelley (VF : François Marié)
- Star Trek IV : Retour sur Terre (Leonard Nimoy, 1986) avec DeForest Kelley (VF : François Marié)
- Star Trek V : L'Ultime Frontière (William Shatner, 1988) avec DeForest Kelley (VF : François Marié)
- Star Trek VI : Terre inconnue (Nicholas Meyer, 1991) avec DeForest Kelley (VF : Jean-Pierre Delage)
- Star Trek (J. J. Abrams, 2009) avec Karl Urban (VF : Alexis Victor)
- Star Trek Into Darkness (J. J. Abrams, 2013) avec Karl Urban (VF : Alexis Victor)
- Star Trek : Sans limites (Justin Lin, 2016) avec Karl Urban (VF : Fabrice Josso)